# Oluf Christian Dietrichson
Pour les articles homonymes, voir Dietrichson.
Oluf Christian Dietrichson, né le 3 mai 1856 à Skogn et mort le 20 février 1942 à Trondheim, est un explorateur et officier norvégien.
Il est membre en 1888 de la première traversée documentée du Groenland dirigée par Fridtjof Nansen,.

## Biographie

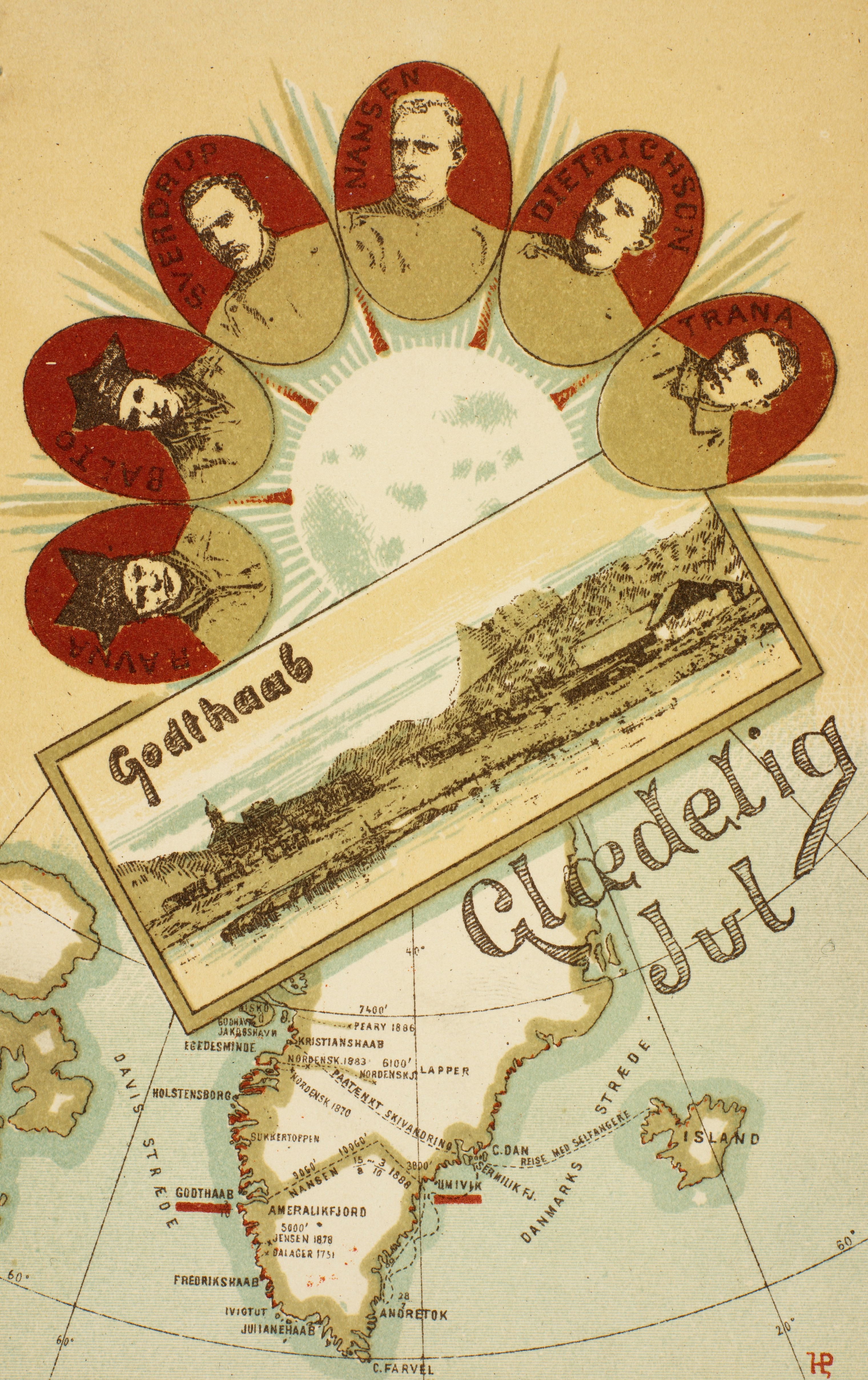
Carte postale avec portraits des membres de l'expédition au Groenland : Ole Nielsen Ravna, Samuel Balto, Otto Sverdrup, Fridtjof Nansen, Oluf Christian Dietrichson et Kristian Kristiansen.

Oluf Dietrichson est né à Skogn (aujourd'hui dans Levanger) dans le Nord-Trøndelag, en Norvège. Son père, Peter Wilhelm Kreidahl Dietrichson, est le médecin-chef du Nord-Trøndelag Hospital Trust (en).
Il reçoit une formation militaire et commande à Kristiansand de 1918 à 1924. Dietrichson poursuit sa carrière militaire et devient major général,.
En 1888, Fridtjof Nansen rassemble une équipe dans le but de traverser la calotte glaciaire du Groenland. Dietrichson participe en tant qu'arpenteur métrologique, géomètre et marqueur cartographique. Les autres participants à l'expédition au Groenland sont Otto Sverdrup, Samuel Balto (en), Ole Nielsen Ravna (en) et Kristian Kristiansen,,,,,.
En raison de l'état des glaces, il n'est pas possible de débarquer lorsqu'ils arrivent sur la côte est du Groenland avec la goélette chasseur de phoques Jason ; ils dérivent pendant plusieurs jours sur une banquise vers le sud le long de la côte. Après avoir débarqué, ils rament et naviguent dans deux petits bateaux pendant douze jours vers le nord, le long de la côte est. À skis, ils quittent Umivik le 15 août 1888 et arrivent à Ameralikfjorden, sur la côte ouest, le 29 septembre 1888. Il s'agit de la première traversée documentée du Groenland. Lorsque Dietrichson revient en 1889 à Levanger, une foule en liesse l'accueille.
Coureur cycliste, il est le premier président du club cycliste le plus ancien de Norvège, Trondhjems Velocipedklub (no) (fondé en 1885). En 1887, il court à Copenhague et devient le premier étranger à participer à une course cycliste au Danemark.
Dietrichson est l'oncle de l'aviateur Leif Dietrichson qui disparaitra en 1928 avec Roald Amundsen.

## Récompense
- 1885 : Ordre de Saint-Olaf